# Kinder Scout
Kinder Scout ist ein Berg und ein Plateau im Peak District und mit 636 Metern dessen höchster Punkt sowie der höchste Berg in Derbyshire und der gesamten East Midlands in England.
Das über 600 Meter hohe, von Heide- und Hochmoorflächen bedeckte Plateau mit etwa 2,5 Kilometern Ausdehnung in Länge und Breite fällt an allen Seiten steil ab, teils mit Felswänden. Hier bilden sich kleine Wasserfälle, als bedeutendster der „Kinder Downfall“ mit etwa 30 Metern Höhe. Da die Wassermenge der herabstürzenden Bäche nicht sehr groß ist, können die Wasserfälle bei starkem Wind vollständig verweht werden. Im Winter wird der Kinder Downfall zum Eisklettern genutzt.
Auf Wanderwegen aus dem westlich gelegenen Hayfield oder von Edale im Südosten kann die Hochfläche erreicht werden. An seinem westlichen Rand verläuft der Pennine Way, ein rund 430 Kilometer langer Fernwanderweg von Edale nach Kirk Yetholm in Schottland. Direkt zwischen Manchester und Sheffield gelegen, ist der Berg ein beliebtes Wanderziel.
Die Hochmoore und Heidegebiete sind durch Überweidung durch Schafe und wegen der Vielzahl von Wanderern durch Erosion gefährdet. In einem Radius von etwa 150 Metern rund um den höchsten Punkt ist der Boden schon stark abgetragen.
Am 24. April 1932 war der Berg der Schauplatz einer Protestbewegung von Wanderern, die freien Zugang auf Wegen forderte und als „Mass trespass of Kinder Scout“ bekannt wurde. Dabei stiegen über 400 Wanderer auf das Plateau, das Privatgrund war, sodass es auf dem Rückweg zu Verhaftungen wegen Landsfriedensbruch kam. Dies führte Jahre später zu Verabschiedung von Gesetzen, die die Gründung von Nationalparks und zur Öffnung der Landschaft für die Öffentlichkeit führten. 1951 wurde der Peak-District-Nationalpark der erste Nationalpark Englands.

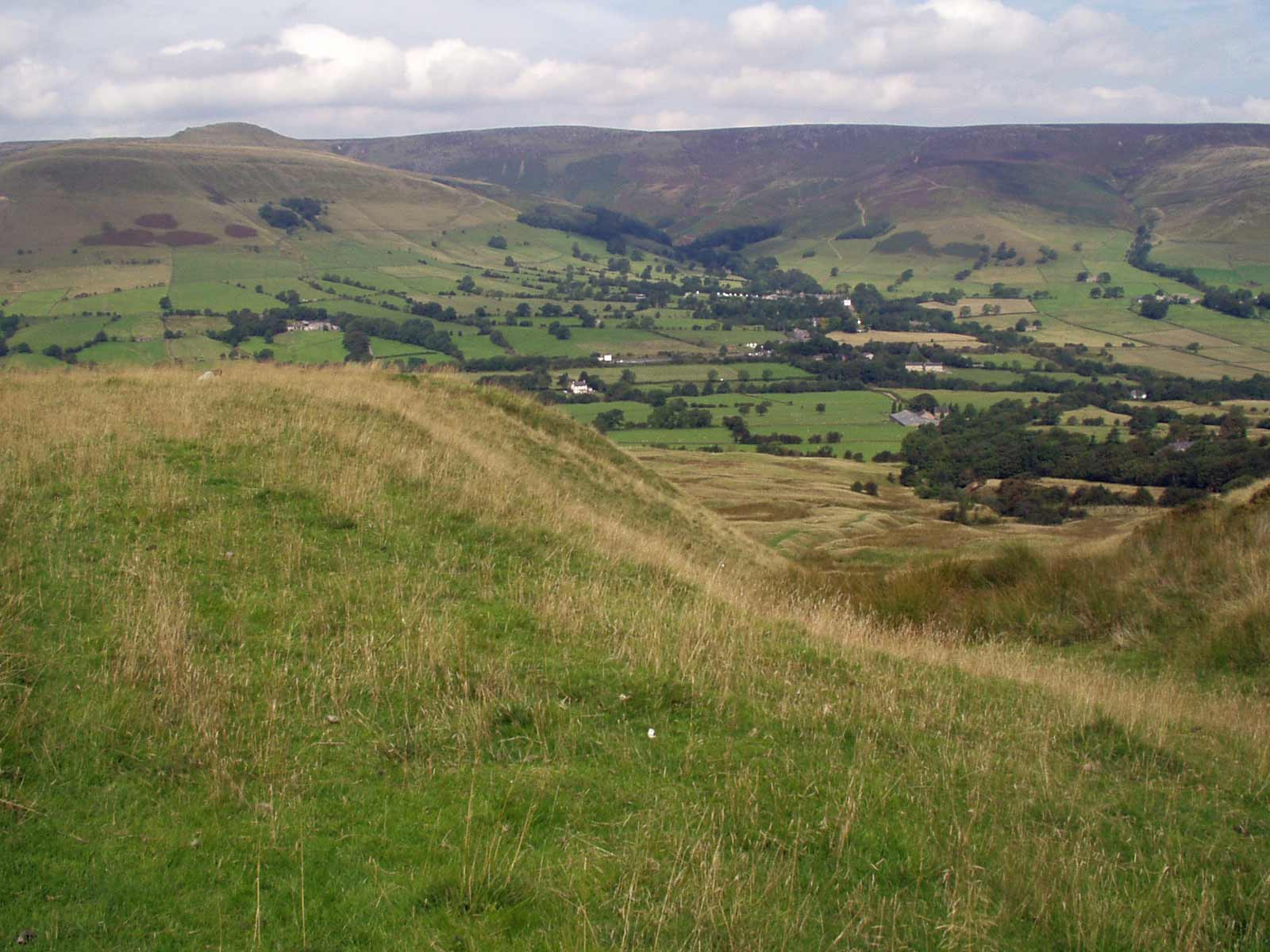
Das Plateau von Süden
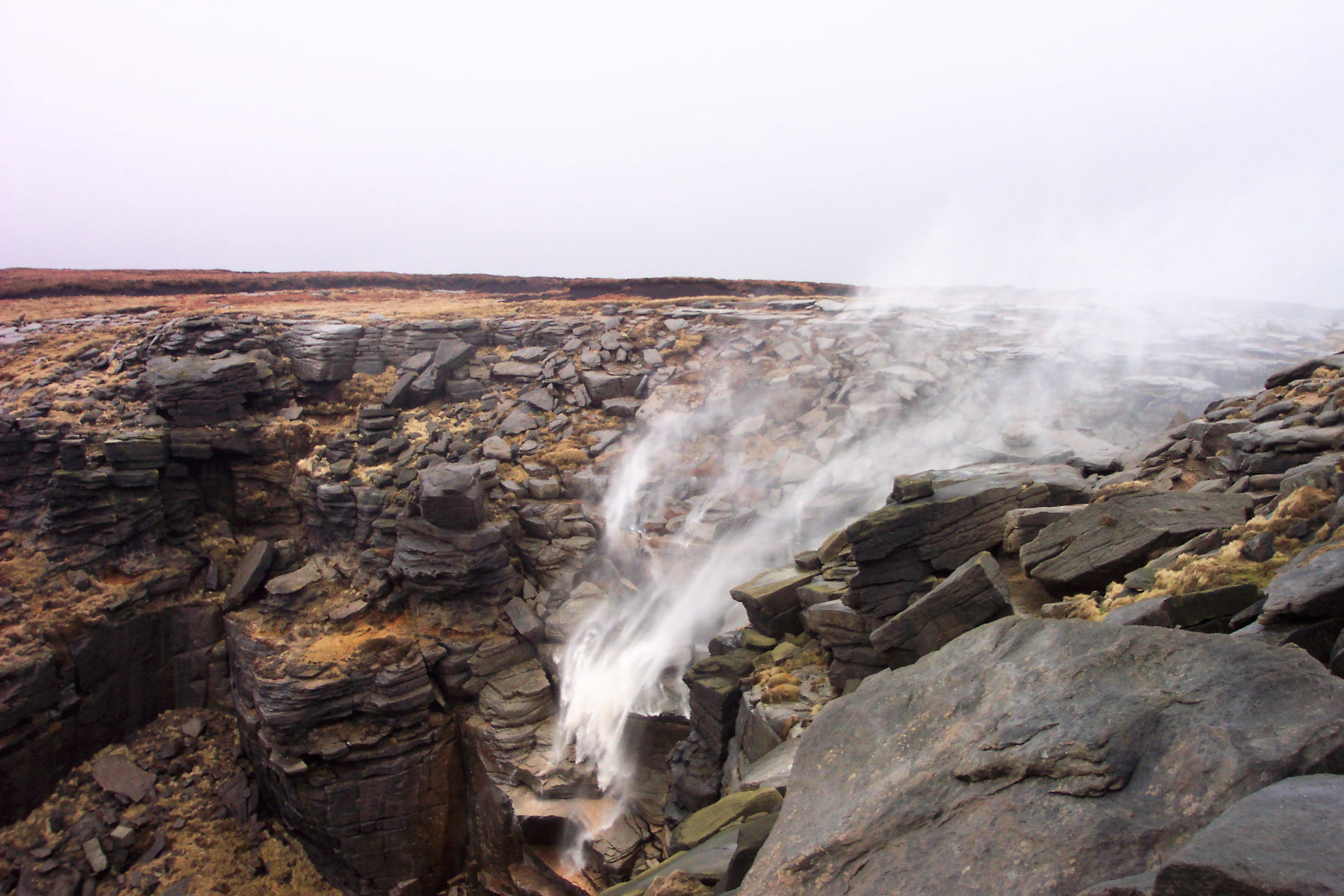
Kinder Downfall bei starkem Westwind
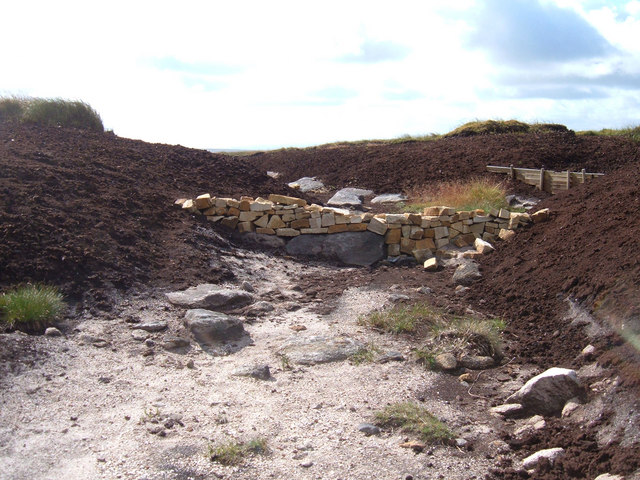
Maßnahme gegen Erosion auf Kinder Scout